# افرای پوست‌کاغذی
افرای پوست‌کاغذی (نام علمی: Acer griseum) نام یک گونه از سرده افرا است.